# Francesco Bellotti (generale)
Francesco Bellotti (Milano, 3 novembre 1869 – Torino, 20 agosto 1949) è stato un generale italiano.

## Biografia
Nato a Milano l'11 novembre 1869, Francesco Bellotti apparteneva ad una dinastia di militari, suo nonno, omonimo, aveva preso parte all'inizio dell'Ottocento alle battaglie coi napoleonici come ufficiale. Egli stesso intraprese la carriera militare frequentando quindi l'Accademia militare di Modena diplomandosi ed iniziando una proficua carriera militare che già agli albori della prima guerra mondiale lo portò, col grado di colonnello, nel Genova Cavalleria.
Dopo la guerra, per il lodevole servizio prestato, ottenne il ruolo di comandante della scuola di cavalleria di Pinerolo. Promosso generale, divenne comandante della brigata Pozzuolo del Friuli.
Dal matrimonio con Eugenia Rey nacquero Mario ed Elena che sposerà il nobile torinese Giacomo de Rege di Donato.
Morì a Torino il 20 agosto 1949, ma venne sepolto a Cuggiono, comune che gli aveva concesso la cittadinanza onoraria e di dove era originaria la madre Ernesta Fossati.